# Tætfrugtet berberis
Tætfrugtet Berberis (Berberis aggregata) er en løvfældende busk med en overhængende, åben vækst. 

## Beskrivelse
Barken er først lysegrøn og fint håret. Senere bliver den brun, men stadig håret. Gamle grene får en grålig, sprukken bark. Knopperne er ganske små og sidder samlet på knudeagtige, spredtstillede dværgskud. Bladene er spatelformede med tornet-tandet rand. Oversiden er olivengrøn, mens undersiden er blågrøn. Høstfarven er gul til rød. Tornene er ca. 2 cm lange og sidder tre-og-tre sammen. 
Blomstringen sker i maj-juni, hvor man ser blomsterne siddende samlet i korte, endestillede stande. De enkelte blomster er lysegule, regelmæssige og skålformede. Frugterne er kuglerunde, lysende røde bær med grålig dug.
Rodnettet består af et tæt system af trævlede rødder. 
Højde x bredde og årlig tilvækst: 2,00 x 2,00 m (30 x 30 cm/år). Disse mål kan fx anvendes, når arten udplantes.

## Hjemsted
Arten hører hjemme i det vestlige Kina (provinserne Gansu, Hubei, Qinghai, Shaanxi, Shanxi og Sichuan). Her findes den voksende i fyrreskove og krat, langs veje og i flodlejer i højder mellem 1000 og 3500 m. Den vokser i tætte krat sammen med arter af Rhododendron og Rosa

## Gult ved
Alle træagtige dele af planten har gult ved.

## Note
1. ↑  www.worldwildlife.org: World Wildlife Fund: Qionglai-Minshan conifer forests (engelsk)